# Кольцо множеств
Кольцо множеств — непустая система множеств {\displaystyle R}, замкнутая относительно пересечения и симметрической разности конечного числа элементов. Это значит, что для любых элементов {\displaystyle A} и {\displaystyle B} из кольца элементы {\displaystyle A\cap B} и {\displaystyle A\triangle B} тоже будут лежать в кольце.
С точки зрения общей алгебры кольцо множеств — ассоциативное коммутативное кольцо с операцией симметрической разности в роли сложения и пересечения в роли умножения. В роли нейтрального элемента по сложению выступает, очевидно, пустое множество. Нейтрального элемента по умножению в кольце множеств может и не быть. Например, не имеет нейтрального элемента по умножению кольцо всех ограниченных подмножеств числовой прямой.
Некоторые свойства:
- пустое множество принадлежит любому кольцу (так как {\displaystyle \varnothing =A\triangle A});
- объединение конечного числа элементов кольца принадлежит кольцу, так как {\displaystyle A\cup B=(A\triangle B)\triangle (A\cap B)};
- разность элементов кольца также принадлежит кольцу, так как {\displaystyle A\backslash B=A\triangle (A\cap B)}.

## Порождённое кольцо

### Определение
Для некоторого полукольца множеств {\displaystyle S} его порождённым кольцом {\displaystyle R(S)} называется минимальное (по включению) кольцо, содержащее его. При этом построение такого кольца несложно: достаточно взять все объединения конечного количества непересекающихся множеств {\displaystyle S}, то есть:
{\displaystyle R(S)=\left\{\bigsqcup _{i=1}^{n}A_{i}\ {\bigg |}\ A_{k}\in S\right\}.}
В данной системе пересечение двух элементов {\displaystyle A=\textstyle {\bigsqcup _{k}}\ A_{k}} и {\displaystyle B=\textstyle {\bigsqcup _{j}}\ B_{j}} есть {\displaystyle \textstyle {\bigsqcup _{k}\bigsqcup _{j}}\ (A_{k}\cap B_{j})} — объединение элементов, которые содержатся в {\displaystyle S} как в полукольце, отчего пересечение содержится в системе. Одновременно с этим в силу свойств полукольца любое {\displaystyle A_{k}\in S} можно представить как {\displaystyle \textstyle {\bigsqcup _{j}}\ (A_{k}\cap B_{j})\sqcup \textstyle {\bigsqcup _{i}}\ D_{i,k}}, а {\displaystyle B_{j}\in S} — как {\displaystyle \textstyle {\bigsqcup _{k}}\ (A_{k}\cap B_{j})\sqcup \textstyle {\bigsqcup _{l}}\ F_{l,j}} Следственно, 
{\displaystyle A\bigtriangleup B=(A\setminus B)\sqcup (B\setminus A)=\bigsqcup _{k}\bigsqcup _{i}\ D_{i,k}\sqcup \bigsqcup _{j}\bigsqcup _{l}\ F_{l,j}\in R(S)}, ⁣
откуда вытекает замкнутость системы также относительно симметрической разности. А значит, данное построение действительно является кольцом.
Более того, нетрудно видеть, что любое другое кольцо множеств {\displaystyle S} в силу своих свойств также содержит все объединения данного вида, что означает: {\displaystyle R(S)} действительно минимально.

### Продолжение меры на кольцо
Меру {\displaystyle m} данного полукольца {\displaystyle S} можно единственным образом продолжить до меры на его порождённом кольце {\displaystyle R(S).} А именно: для элемента {\displaystyle R(S)}, который является объединением непересекающихся множеств {\displaystyle S}, его мера равна сумме мер этих множеств:
{\displaystyle A=\bigsqcup _{k=1}^{n}A_{k},A_{k}\in S\ \Longrightarrow mA=\sum _{k=1}^{n}mA_{k}.} ⁣
Некоторые свойства:
- функция {\displaystyle m} доопределена корректно, то есть не зависит от представления в виде объединения;

Пусть {\displaystyle A=\textstyle {\bigsqcup _{k}}\ A_{k}=\textstyle {\bigsqcup _{j}}\ B_{j}} — два различных представления {\displaystyle A} в виде объединения элементов {\displaystyle S}. Тогда сумма мер множеств этих представлений одинакова:
{\displaystyle \sum _{k}A_{k}=\sum _{k}\sum _{j}(A_{k}\cap B_{j})=\sum _{j}\sum _{k}(A_{k}\cap B_{j})=\sum _{j}B_{j}.} ⁣
- продолженная функция {\displaystyle m} является мерой на {\displaystyle R(S)};

Если {\displaystyle B=\textstyle {\bigsqcup _{j}}\ B_{j}} и {\displaystyle B,B_{j}\in S}, то существуют представления {\displaystyle B_{j}=\textstyle {\bigsqcup _{k}}\ A_{j,k}}, где {\displaystyle A_{j,k}\in S}. При этом {\displaystyle mB_{j}=\textstyle {\sum _{k}^{}mA_{j,k}}.} Но равенство {\displaystyle B=\textstyle {\bigsqcup _{j}\bigsqcup _{k}}\ A_{j,k}} является представлением {\displaystyle B} в виде объединения элементов {\displaystyle S.} Поэтому мера {\displaystyle B} равна сумме мер {\displaystyle B_{j}}:
{\displaystyle mB=\sum _{j}\sum _{k}A_{j,k}=\sum _{j}B_{j}.} ⁣
- если мера счётно-аддитивна на полукольце, то она сохраняет это свойство и при продолжении.

Пусть {\displaystyle A=\textstyle {\bigsqcup _{j}}\ A_{j}}, {\displaystyle B_{n}=\textstyle {\bigsqcup _{i}}\ B_{n,i}} — представления в виде объединения множеств {\displaystyle S} — и {\displaystyle A=\textstyle {\bigsqcup _{n}^{\infty }}B_{n}.} Тогда {\displaystyle mA=\textstyle {\sum _{j}}\ mA_{j}} и {\displaystyle mB_{n}=\textstyle {\sum _{i}}\ mB_{n,i}.} В силу счётной аддитивности меры на {\displaystyle S} имеем:
{\displaystyle mA_{j}=\sum _{n}^{\infty }\sum _{i}m(A_{j}\cap B_{n,i}),\qquad mB_{n,i}=\sum _{j}m(A_{j}\cap B_{n,i}).} ⁣
Переставляя и группируя слагаемые в абсолютно сходящихся рядах (мера неотрицательна), получаем:
{\displaystyle mA=\sum _{j}mA_{j}=\sum _{j}\sum _{n}^{\infty }\sum _{i}m(A_{j}\cap B_{n,i})=\sum _{n}^{\infty }\sum _{i}\sum _{j}m(A_{j}\cap B_{n,i})=\sum _{n}^{\infty }\sum _{i}mB_{n,i}=\sum _{n}^{\infty }mB_{n}.}